# Sabicea pedicellata
Sabicea pedicellata är en måreväxtart som beskrevs av Herbert Fuller Wernham. Sabicea pedicellata ingår i släktet Sabicea och familjen måreväxter. IUCN kategoriserar arten globalt som sårbar. Inga underarter finns listade i Catalogue of Life.